# Định lý quán tính Sylvester
Định lý quán tính Sylvester là một định lý trong đại số ma trận về các tính chất nhất định, của ma trận ứng với một dạng toàn phương thực, bất biến dưới việc chuyển cơ sở. Cụ thể, giả sử A là ma trận đối xứng của một dạng toàn phương và S là bất kỳ ma trận khả nghịch nào sao cho D=SAS T là ma trận đường chéo, thế thì số phần tử âm trên đường chéo của D luôn giống nhau, với mọi S; và tương tự với số phần tử âm và số phần tử bằng 0.

## Phát biểu
Trong trường hợp dạng toàn phương là xác định dấu, ta có định lý sau:
Định lý - Giả sử một dạng toàn phương {\displaystyle H} trên không gian véc-tơ hữu hạn chiều {\displaystyle V} có ma trận {\displaystyle A} (ngầm hiểu {\displaystyle A} là một ma trận đối xứng) trong một cơ sở nào đó. Thế thì:
- {\displaystyle H} xác định dương khi và chỉ khi mọi định thức con chính của {\displaystyle A} đều dương.
- {\displaystyle H} xác định âm khi và chỉ khi mọi định thức con chính của {\displaystyle A} đều âm.[1]